# Libuše (Vorname)
Libuše ist ein tschechischer weiblicher Vorname.

## Herkunft
Libuše (deutsch: Libuscha oder Libussa) gilt als mythische Stammmutter der böhmischen Přemysliden-Dynastie.

## Namensträgerinnen
- Libuše Domanínská (1924–2021), tschechoslowakische Opernsängerin
- Libuše Holečková (1932–2021), tschechische Schauspielerin
- Libuše Jahodová (* 1992), tschechische Sportschützin
- Libuše Lomská (1923–2004), tschechoslowakische Hürdenläuferin
- Libuše Moníková (1945–1998), tschechische deutschsprachige Schriftstellerin
- Libuše Průšová (* 1979), tschechische Tennisspielerin
- Libuše Šafránková (1953–2021), tschechische Schauspielerin
- Libuše Skořepová (1923–2016), tschechische Schauspielerin
- Libuše Straková, Geburtsname von Lucie Radová (1931–2016), tschechoslowakisch-schweizerische Malerin und Organistin